# Afroscoparia
Afroscoparia és un gènere d'arnes de la família Crambidae. Es va crear el 2003 per proporcionar un nou nom per a una espècie de Scoparia, actualment Afroscoparia contemptalis. Al mateix temps, es va descriure Afroscoparia australis.

## Taxonomia
- Afroscoparia australis Nuss, 2003
- Afroscoparia contemptalis (Walker, 1866)
- Afroscoparia malutiensis Maes, 2004